# Институт научного атеизма
Институт научного атеизма — научно-исследовательская организация, основанная в 1964 году в Москве для координации научной работы по атеизму, проводимой научно-исследовательскими институтами Академии наук СССР, высшими учебными заведениями и учреждениями Министерства культуры СССР.

## История института
Институт был создан в соответствии с постановлением ЦК КПСС, в рамках структуры партийного научного учреждения — Академии общественных наук при ЦК КПСС. 

### Директора института
- д-р филос. наук А. Ф. Окулов (1964—1978)
- д-р филос. наук П. К. Курочкин (1978—1981)
- д-р филос. наук В. И. Гараджа (1981—1990)
- д-р филос. наук Э. Г. Филимонов (1991—1992, как директор Института религиоведения)

## Исследования
В институте проводилось комплексное исследование проблем научного атеизма и истории религии, работала аспирантура. Сотрудники института публиковали свои труды в журналах «Вопросы философии», «Наука и религия». Помимо этого, институт издавал собственный сборник «Вопросы научного атеизма» объёмом от 17 до 25 печатных листов, выходивший два раза в год тиражом в среднем 20 тысяч экземпляров. К публикациям в этом издании привлекались советские и зарубежные учёные, партийные работники, пропагандисты атеизма.

### Судьба института
Институт закрылся вскоре после распада СССР в 1991 году, будучи уже переименованным в Институт религиоведения. На его основе возникла кафедра государственно-конфессиональных отношений Российской академии управления / Российской академии государственной службы при Президенте Российской Федерации.